# Condado de Marlboro (Carolina do Sul)
O Condado de Marlboro é um dos 46 condados do Estado americano da Carolina do Sul. A sede do condado é Bennettsville, e sua maior cidade é Bennettsville. O condado possui uma área de 1 254 km² (dos quais 14 km² estão cobertos por água), uma população de 28 818 habitantes, e uma densidade populacional de 23 hab/km² (segundo o censo nacional de 2000). O condado foi fundado em 1798.